# La Motte-Tilly
La Motte-Tilly település Franciaországban, Aube megyében. Lakosainak száma 369 fő (2022. január 1.). La Motte-Tilly Courceroy, Fontenay-de-Bossery, Gumery, Le Mériot, Nogent-sur-Seine, Melz-sur-Seine és Fontaine-Mâcon községekkel határos.

## Népesség
A település népességének változása:
| Lakosok száma | 251  | 275  | 330  | 357  | 402  | 392  | 372  | 364  | 361  | 369  |
|               | 1968 | 1982 | 1990 | 2006 | 2013 | 2015 | 2017 | 2019 | 2020 | 2022 |